# Lilit Galstyan
Lilit Galstyan é uma política, linguista e cientista social arménia. Ela foi eleita para a Assembleia Nacional da Arménia na lista do partido da Federação Revolucionária Arménia.

## Vida e carreira
Galstyan nasceu em Yerevan em 28 de novembro de 1962. Ela frequentou a Yerevan State University, onde se formou em filologia em 1985. Ela trabalhou por um ano como professora em Talin, e depois por vários anos na Organização de Cooperação Económica do Mar Negro. Depois, ela trabalhou como coordenadora do Hamazkayin antes de ingressar no Ministério da Ciência e Educação da Arménia. Em 1996, ela obteve o título de mestre em ciência política pela American University of Armenia e, em seguida, continuou a estudar política na Escola de Estudos Políticos de Tbilisi. Em 2006, ela obteve o seu doutoramento em linguística pela Academia Nacional de Ciências da Arménia. Ela foi então professora por 2 anos no Glendale Community College.
Galstyan escreveu vários livros, incluindo várias traduções de livros de língua inglesa. Ela ganhou um prémio da Embaixada do Canadá na Arménia pela melhor tradução da literatura inglesa para a língua arménia.
Galstyan foi eleita para a Assembleia Nacional da Arménia em maio de 2007. Na legislatura, Glastyan foi membro do Comité Permanente de Ciência, Educação, Cultura, Juventude e Desportos.